# Championnats de France d'escalade 2016
Navigation
Édition précédente Édition suivante
Les championnats de France d'escalade de 2016 se décomposent en trois weekends : un pour chaque discipline.
Les championnats de France d'escalade de bloc ont lieu les 5 et 6 mars à Toulouse, en Haute-Garonne. Les titres féminins et masculins sont remportés par Clémentine Kaiser et Pascal Gagneux.
Les championnats de France d'escalade de vitesse ont lieu les 16 et 17 avril à Voiron, en Isère. Sur la voie du record, Anouck Jaubert et Bassa Mawem obtiennent le titre féminin et masculin, respectivement. Le championnat sur voie classique est annulé pour cause météorologique.
Les championnats de France d'escalade de difficulté ont lieu les 4 et 5 juin à Pau, dans les Pyrénées-Atlantiques. Mathilde Becerra et Gautier Supper y sont sacrés Champions de France.

## Palmarès
| Bloc   | Or                | Argent          | Bronze         |
| ------ | ----------------- | --------------- | -------------- |
| Femmes | Clémentine Kaiser | Mélissa Le Nevé | Pyrène Santal  |
| Hommes | Pascal Gagneux    | Alban Levier    | Sean McColl () |

| Vitesse | Or             | Argent           | Bronze         |
| ------- | -------------- | ---------------- | -------------- |
| Femmes  | Anouck Jaubert | Aurélia Sarisson | Elma Fleuret   |
| Hommes  | Bassa Mawem    | Quentin Nambot   | Guillaume Moro |

| Difficulté | Or               | Argent           | Bronze         |
| ---------- | ---------------- | ---------------- | -------------- |
| Femmes     | Mathilde Becerra | Julia Chanourdie | Hélène Janicot |
| Hommes     | Gautier Supper   | Thomas Joannes   | Charli Blein   |

| Classement combiné | Or                | Argent          | Bronze             |
| ------------------ | ----------------- | --------------- | ------------------ |
| Femmes             | Mathilde Becerra  | Charlotte Durif | -                  |
| Hommes             | Clément Vernaison | Adrien Lemaire  | Baptiste Bonnichon |

## Déroulement

### Épreuves de bloc
La compétition de bloc est organisée dans l'enceinte du CREPS de Toulouse, le weekend des 5 et 6 mars. Les épreuves de qualification ont lieu le samedi, et les demi-finales et finales ont lieu le dimanche.

### Épreuves de vitesse
C'est à Voiron, dans l'enceinte du CREPS Rhône-Alpes, que sont programmés les Championnats de France d'escalade de vitesse ; le samedi 16 avril sur la voie du record, et le dimanche 17 avril sur voie classique. Si la compétition sur la voie du record a bien lieu, les pluies abondantes du dimanche ne permettent pas la tenue des épreuves sur une voie classique, dont le tracé est ouvert spécialement pour la compétition.

### Épreuves de difficulté
La compétition est organisée dans la halle des sports de l’Université de Pau. Le complexe Léo Lagrange est utilisé pour l’échauffement. L'équipe d'ouvreurs est composée de l'entraîneur national, Corentin Le Goff, entouré d'anciens champions de France ou du monde : Florence Pinet, Gérôme Pouvreau et Michaël Fuselier.
Les épreuves de qualifications ont lieu le samedi 4 juin. Les demi-finales et finales ont lieu le lendemain, le dimanche 4 juin. La compétition couronne Mathilde Becerra pour la première fois, et Gautier Supper cinq ans après son premier titre.

### Classement combiné
Le classement combiné cumule les places obtenues lors des trois championnats de France pour les compétiteurs ayant pris part aux trois évènements. Il y a deux femmes et cinq hommes classées.